# Hohe Burg (Ruppertsberg)
Die Hohe Burg ist eine vermutete Burg bei der Gemeinde Ruppertsberg im Landkreis Bad Dürkheim (Rheinland-Pfalz).
Historiker im 19. Jahrhundert vermuteten die Burg auf einer Anhöhe westlich von Ruppertsberg bei der Bahnstrecke der Pfälzischen Nordbahn im Reiterpfad. Sie ist heute weder anhand von baulichen Überresten noch urkundlich nachweisbar, nur indirekt, etwa durch später vergebene Flurnamen, wie der Flur Schlossberg am beginnenden Pfälzerwald oberhalb von Königsbach und südlich des von Westen in die Rheinebene öffnenden Mühltal des Weinbaches. Auch Strukturen auf dem südwestlich davon gelegenen Hartenberg kämen in Frage.
Ludwig Schandein beschrieb im 19. Jahrhundert „aufgeworfene, ein Viereck bildende Steinmassen“ auf dem Hügel; diese Baureste sind seitdem aber verschwunden, weil ein Weinberg dort angelegt wurde.
Der Historiker Michael Frey nahm an, dass es sich dabei um eine Burg handele, die er als „Hohe Burg“ bezeichnete – als Gegenstück zu der jüngeren Talburg in Ruppertsberg. Da es in diesem Gebiet allerdings keinerlei Funde gibt, welche die Existenz einer mittelalterlichen Burg nahelegen würden, stattdessen nur solche aus römischer Zeit, ist eher davon auszugehen, dass es sich bei dem von Schandein beschriebenen Bauwerk um eins aus der Römerzeit handelte.